# La bambolona (film)
La bambolona è un film del 1968 diretto da Franco Giraldi.
Commedia il cui soggetto è tratto dall'omonimo romanzo di Alba de Céspedes.

## Trama
Giulio Broggini, facoltoso avvocato donnaiolo romano scapolo, si innamora di Ivana Scarapecchia, silenziosa e prosperosa popolana incontrata casualmente in un bar. L'uomo la segue ed inizia a frequentarla, tenendo nascosta agli altri la sua passione, immaginando di poterla soddisfare con facilità. È però intimorito dalla presenza di uno zio, alto funzionario del Viminale, personaggio immaginario che la scontrosa ragazza, ingenua solo nello sguardo, inventa come interlocutore per avere il controllo sul pretendente.
Giulio, sempre più innamorato della ragazza, vede nel fidanzamento la soluzione ai suoi continui dinieghi: le regala un giradischi grazie al quale riesce a ottenere un breve ballo sotto il vigile controllo dei genitori di lei, la conduce a teatro assieme a loro e spera infine che il dono di un costoso anello sia accettato, anche perché il padre della ragazza è fortemente indebitato.
Il tormento ha fine con un annuncio: la gravidanza. Ivana non teme la posizione né i soldi di Giulio e gli impone il pagamento di una grossa somma per non essere accusato di violenza. La rivincita di Ivana è completa: Giulio si propone di riconoscere la falsa paternità e finisce per tradirsi in una totale mancanza d'affetto. La ragazza incassa e se ne va con il giovane fruttivendolo che si era finto carabiniere.

## Produzione
La parte di protagonista maschile fu offerta a Marcello Mastroianni che declinò per la concomitanza di un altro impegno, mentre la ricerca di un'interprete femminile adeguata condusse Giraldi in un lungo viaggio per l'Europa.

## Riconoscimenti
- Nastro d'argento a Ugo Tognazzi (1969)